# Mohamed Mahbub Alam
Mohamed Mahbub Alam, född 1 oktober 1972, död 4 december 2010, var en friidrottare från Bangladesh. Han deltog vid olympiska sommarspelen 2000.